# Математик

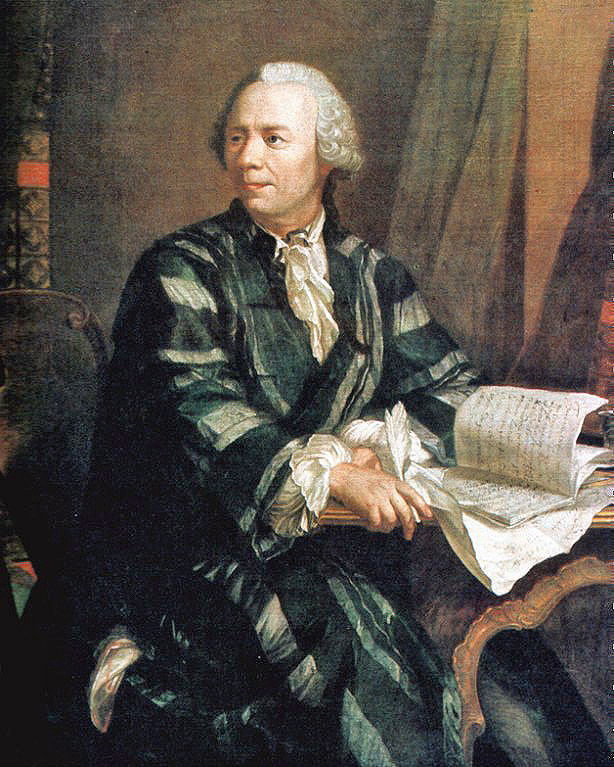
Леонард Ейлер
вважається багатьма найкращим математиком усіх часів

Матема́тик — фахівець, що займається розвитком математики.
На побутовому рівні математиком може також називатися:
- той, хто добре знає математику;
- учитель (викладач) математики;
- студент, який навчається за математичною спеціальністю у вищому навчальному закладі.

Математики працюють у різних галузях: в економічних науках, у страхуванні, статистиці, маркетингу, метеорології, логістиці, в обробці зображення, системах безпеки а також в інформаційній техніці.

## Історія
Одним із найперших відомих математиків був Фалес Мілетський (близько 624–546 рр. до н.е.); його визнали першим справжнім математиком і першою відомою особою який зробив математичне відкриття. Йому приписують перше дедуктивне виведення застосоване у області геометрії, за допомогою якого він отримав чотири наслідки з Теореми Фалеса про три точки на колі.
Кількість відомих математиків збільшилася після того як Піфагор із Самоса (близько 582–507 рр. до н.е.) започаткував Піфагорійську школу, доктриною якої було вірування що математика керує всесвітом і девізом якої була фраза "Усе є числом". Саме піфагорійці закарбували вперше слово "математика", і з кого почалося вивчення математики як окремої науки.
Першою жінкою математиком, яка відома в історії, була Гіпатія Александрійська (350 - 415 н.е.). Від свого батька, вона унаслідувала пост бібліотекаря у Великій бібліотеці і написала багато робіт присвячених математиці. Через політичні суперечки, християнська громада Александрії покарала її, звинувативши у чаклунстві. Гіпатія була вбита розлюченим натовпом християн.
Наука і математика в Ісламському світі часів середньовіччя була заснована на різних школах, що слідували різним вченим. Вона знаходилася під великим патронатом і сильною політичною волею щодо розвитку науки, яку здійснювали окремі правителі, що дозволило науковим знанням розвиватися у багатьох сферах. Протягом правління деяких халіфів фінансувався переклад наукових текстів з інших мов, і зрештою вийшло так, що деякі вчені стали експертами з робіт, які вони перекладали і згодом отримали подальшу підтримку для розвитку певних наук. Оскільки ці науковці користувалися високою повагою серед еліти, запрошувалося дедалі більше науковців і започатковувалися вивчення конкретних наук. Прикладом такого перекладача і математика, який користувався значною підтримкою і повагою був Аль-Хорезмі. Визначною особливістю багатьох науковців, що працювали в мусульманському світі в часи середньовіччя є те, що вони часто були поліматами. Наприклад, Ібн аль-Хайсам мав роботи із оптики, математики і астрономії.
Епоха Відродження повернула високу увагу до математики і науки у Європу. У цей період переходу від феодальної та церковної культури до переважно свійського життя, багато відомих визначних математиків мали інші професії: Лука Пачолі (започаткував бухгалтерський облік); Нікколо Тарталья (видатний інженер і бухгалтер); Джироламо Кардано (раніше всіх винайшов поняття ймовірності і біноміального розподілу); Роберт Рекорд (лікар) і Франсуа Вієт (юрист).

## Види діяльності

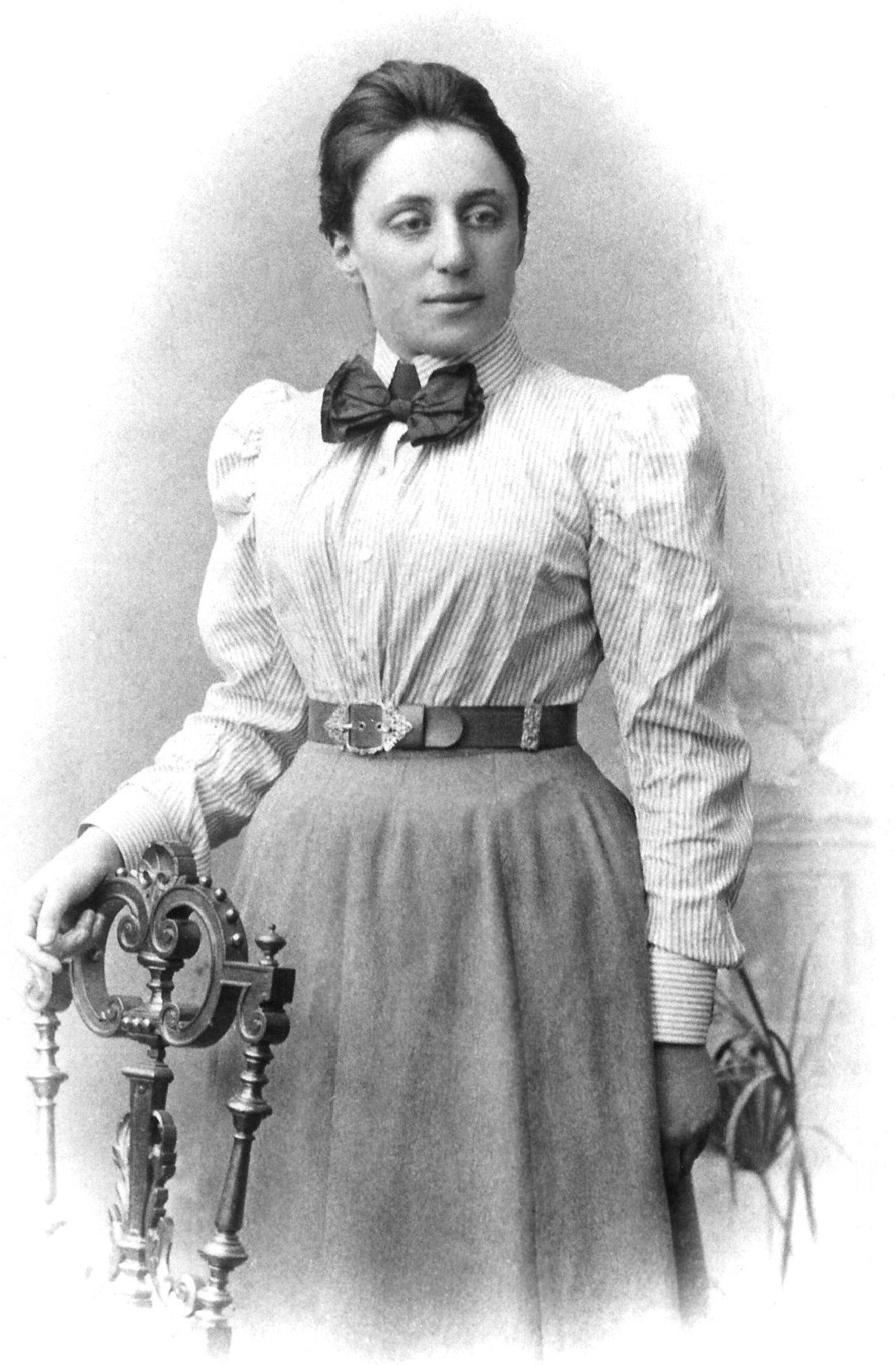
Еммі Нетер, теоретичний математик і викладач.

### Прикладна математика
Математики, які займаються вирішенням задач, що застосовуються в реальному житті прикладними математиками. Прикладні математики є також вченими математиками, які мають спеціалізовані знання і вивчають професійну методологію, підходи до вирішення багатьох специфічних задач, які належать до суміжних наукових областей. Маючи професійну спрямованість на широкий спектр задач, теоретичних систем, і локалізованих конструкцій, прикладні математики постійно працюють над формулюванням і вивченням математичних моделей. Кар'єрну область до якої належать прикладні математики називають абревіатурою STEM від англомовних слів (наука, технології, інженерія, математика).
Дисципліна прикладної математики вивчає математичні методи, які як правило використовуються в науці, техніці, економіці та промисловості; таким чином, "прикладна математика" це математична наука із спеціалізованими знаннями. Відповідно до того, фахівці орієнтовані на розв'язання конкретних задач прикладної математики займаються формулюванням, вивченням, і використанням математичних моделей в науці, техніці, економіці, та інших галузях математичної практики.

### Абстрактна математика
Чиста математика це математика, яка вивчає повністю абстрактні поняття. З вісімнадцятого століття вона була визнана як клас математичної діяльності, який іноді характеризують як теоретичну математику, всупереч тенденції вирішення потреб таких галузей науки як навігація, астрономія, фізика, економіка, техніка, та інших практичних застосувань.
Іншим формулюванням цього є те, що чиста математика не обов'язково повинна бути прикладною: вона може вивчати абстрактні сутності по відношенню до їх внутрішньої природи, і може не приділяти увагу тому, як це проявляється в реальності. Хоча чистий і прикладних підходи є повністю відмінними філософськими поглядами, на практиці між прикладною і чистою математикою є дуже багато перетинів.
Для розробки точних моделей, що описують реальний світ, більшість прикладних математиків спираються на засоби і методи, які часто розглядаються як "чиста" математика. З іншого боку, багато думок чистої математики спираються на природні і соціальні явища, що стали натхненням і приводом для абстрактного дослідження.

### Консалтинг
До видів кар'єрної діяльності математиків, окрім викладання і науковій роботі в університетах, належить консалтинг. Наприклад, статистики страхових агентств збирають і аналізують дані для оцінки ймовірності і як правило вартості страхування таких подій як смерть, хвороба, травмування, інвалідність або втрата власності. Актуарії також розглядають фінансові питання, що стосуються розмірів пенсійних внесків, які необхідні для отримання певного пенсійного доходу, і щодо способу інвестування компанією ресурсів для максимізації повернення цих інвестицій у світлі потенційного ризику. Використовуючи свої широкі знання, актуарії допомагають розробити цінові позиції страхових полісів, пенсійні плани, і інші фінансові стратегії таким чином, щоб забезпечити надійну фінансову основу для підтримки реалізації планів.
Іншим прикладом роботи математика в сфері фінансів може бути отримання і розширення математичних або числових моделей, без необхідності обов'язкового встановлення зв'язку із теорією фінансів, беручи як вхідні дані лише показники ринкових цін. Необхідна послідовна відповідність із математичною теорією, а не сумісність із економічною теорією. Таким чином, наприклад, в той час як фінансовий економіст може вивчати структурні причини, чому компанія може мати певну ціну акції, а фінансовий математик може приймати ціну акцій як дані, і застосовувати методи теорії випадкових процесів з метою отримання відповідного значення похідних акціонерного капіталу (див.: Оцінка варіантів; Фінансове моделювання).

### Математики в інших галузях
Математики за освітою також досить часто яскраво реалізують себе в інших сферах, зокрема в гуманітарних. Одним з найвідоміших математиків-письменників є Льюїс Керрол. Коли його запитали, чому він вирішив присвятити себе літературі, він відповів, що має надто мало фантазії для математики.

## Нагороди та премії
Математики — єдині вчені, що не отримують Нобелівської премії. За деякими версіями Нобель, засновник премії, ворогував з тодішнім відомим шведським математиком Міттаг-Леффлером, тому й позбавив всіх математиків можливості здобути премію свого імені.
Для молодих математиків (до 40 років) найвищою міжнародною нагородою в галузі математики є премія Філдса. Фонд для присудження премії (та золотої медалі) заснував канадський математик Джон Чарлз Філдс. Премію присуджують двом — чотирьом ученим раз на чотири роки на Міжнародному математичному конгресі. Вперше премію вручено у 1936 році двом математикам — Ларе Альфорсу (Фінляндія) та Джессі Дугласу (США).
1982 з'явилася нова міжнародна премія — імені видатного фінського математика Рольфа Германа Неванлінни (1895–1980), який був ректором університету в Гельсінкі та президентом Міжнародного математичного союзу. Премію присуджують молодим вченим за досягнення у сфері математичних аспектів теорії інформації. 1982 року першим лауреатом премії Неванлінни (золота медаль і 5 тисяч швейцарських франків) став американський математик Роберт Тарьян за роботи в галузі аналізу алгоритмів.

## Математики в літературі
Математики не часто є героями художніх творів. Серед рідкісних винятків повість «Однофамілець» (1975) російського письменника Данила Граніна; повість «Кафедра» російської письменниці І. Грекової (справжнє ім'я — О. С. Вентцель), яка сама була досить відомим математиком.
Відомою книгою, присвяченою професії математика, є автобіографічна розповідь «батька кібернетики» Норберта Вінера «Я — математик».

## Цитати
Висловлювання про математиків або відомих математиків.
Die Mathematiker sind eine Art Franzosen; redet man mit ihnen, so übersetzen sie es in ihre Sprache, und dann ist es alsobald ganz etwas anderes.
Математики — вони як французи; говориш із ними, то вони перекладають твої слова на свою мову, і одразу виходить щось зовсім інше.
 — Йоганн Вольфґанґ фон Ґете, німецький поет
Математик — це той, хто вміє знаходити аналогії між твердженнями; кращий математик — той, хто встановлює аналогії доведень; сильніший математик — той, хто помічає аналогії теорій; але можна собі уявити й такого, хто між аналогіями бачить аналогії
 — Стефан Банах, польський та український математик.
Деякі з вас, можливо, зустрічалися з математиками і дивувалися, як же вони дійшли до такого.
—Том Лерер
Існує два шляхи аби стати видатним математиком. Перший бути розумнішим за всіх інших. Другий шлях, бути дурнішим за інших, але наполегливим.
—Рауль Ботт
Математика це королева всіх наук, а арифметика це королева математики.
—Карл Фрідріх Гаусс